# Neomariania scriptella
Neomariania scriptella é uma espécie de insetos lepidópteros, mais especificamente de traças, pertencente à família Stathmopodidae.
A autoridade científica da espécie é Hans Rebel, tendo sido descrita no ano de 1940.
Trata-se de uma espécie presente no território português.